# Айос Іоанніс Рентіс
Айос Іоанніс Рентіс (грец. Άγιος Ιωάννης Ρέντης) — муніципалітет в Греції, розташований в передмісті Пірею, на віддалі 6 км від Афін.
В місті розміщений тренувальний центр футбольного клубу «Олімпіакос», Пірей.

## Населення
| Рік  | Населення |
| ---- | --------- |
| 1981 | 16 276    |
| 1991 | 14 218    |
| 2001 | 15 060    |